# Scelidacantha triseriata
Scelidacantha triseriata là một loài bướm đêm trong họ Geometridae.